# Yuya Nakamura (fotbollsspelare född 1987)
Yuya Nakamura (中村 祐哉 Nakamura Yuya?), född 22 juni 1987 i Nagasaki prefektur, är en japansk fotbollsspelare.
Nakamura började sin karriär 2010 i Honda FC. Han spelade 57 ligamatcher för klubben. Efter Honda FC spelade han för Kyoto Sanga FC och V-Varen Nagasaki. Han avslutade karriären 2014.